# 自出洞来无敌手
《自出洞来无敌手》，中国象棋棋谱，作者署名“纯阳道人”，成书大约在明代，但具体年月不详。书名来自宋朝人姚宽《西溪丛语》中的诗句“烂柯真诀妙通神，一局曾经几度春。自出洞来无敌手，得饶人处且饶人。”
全书总共分有7类对局（分别为“自”字信手炮、“出”字列手炮、“洞”字入手炮、“来”字窝心炮、“无”字袖手炮、“敌”字出手炮和“手”字应手炮），每类各有5局，总共35局，所有棋局全盘没有变着。